# Melonycteris melanops
Melonycteris melanops — вид рукокрилих, родини Криланових, ендемік Папуа Нової Гвінеї.

## Поширення, поведінка
Трапляється від рівня моря до 1600 м над рівнем моря. Вид записаний в порушених лісах і садах. Схоже, що рідко зустрічається в первинних тропічних лісах. Вид лаштує сідала в першу чергу в листі, але іноді на скельних виходах.